# Selección femenina de bandy de la Unión Soviética
La selección femenina de bandy de la Unión Soviética representó a la ex Unión Soviética en bandy. Estaba controlado por la Federación de bandy y hockey sobre césped de la Unión Soviética.
Las mujeres soviéticas no formaron un equipo nacional hasta alrededor de 1990. 1990 y 1991 estaban en Suecia jugando contra el equipo femenino sueco.